# Paul von Winterfeld
Paul von Winterfeld (Tynwałd, 20 augustus 1872 – Belzig, 4 april 1905) was naast de oudere Wilhelm Meyer en Ludwig Traube een van de stichters der middeleeuws Latijnse filologie en medewerker van de Monumenta Germaniae Historica.
Zijn voornaamste onderzoeksgebied was de Latijnse poëzie in de middeleeuwen, waaronder de uitgave van de werken van Hroswitha van Gandersheim, waar hij zich sinds december 1890 mee bezighield.

## Leven
Na zijn eindexamen te hebben afgelegd in Köslin, begon hij in 1890 te Berlijn aan zijn vervolgstudies. Hij volgde de colleges middeleeuwse geschiedenis bij Wilhelm Wattenbach en klassieke filologie bij Johannes Vahlen, die Von Winterfeld in 1891 in het filologische seminarie opnam, Dit was in 1812 door August Boeckh opgericht en voor de interpretatie van -, en disputatie (wetenschappelijk twistgesprek) over klassieke auteurs en de oefening in de formulering van Latijnse verhandelingen, en waar daarom slechts in het Latijn werd gediscussieerd. In 1895 volgde zijn promotie, in 1899 zijn habilitatie als privaatdocent voor klassieke filologie. In 1904 werd Von Winterfeld tot buitengewoon hoogleraar aan de Universiteit van Berlijn aangesteld, maar in 1905 overleed hij in het sanatorium Belzig aan een longaandoening.
Zijn pogingen om met Agnes Miegel, van wier gedichten hij zeer onder de indruk was geraakt, in contact te treden, bleven vruchteloos. Toch wees hij haar en Ulrich von Wilamowitz-Moellendorff bij testament aan als zijn erfgenamen. Beiden zagen van de erfenis af ten gunste van de zuster van Von Winterfeld, en zijn bibliotheek werd verkocht en raakte verspreid.

## Werken
- P. von Winterfeld - H. Reich (edd.), Deutsche Dichter des lateinischen Mittelalters in deutschen Versen, München, 1913. (Google/MGH-Bibliothek[dode link]; met biografie van de auteur; PDF; 6,4 MB).
- P. von Winterfeld, Von Horaz bis Hrotsvith von Gandersheim, Hildesheim - Zürich, 1996. ISBN 3615001486 (verzameling van zijn artikelen).